# Sprachfreie Instruktion
Bei einer sprachfreien Instruktion handelt es sich um eine Handlungsanweisung, die ohne Sprachgebrauch und Sprachverständnis gegeben werden kann. Das bedeutet, der Inhalt wird mit Hilfe von standardisierter Gestik und Mimik vermittelt.
Zentral geht es darum, dass Menschen, die durch die sprachliche Instruktion benachteiligt würden und Menschen mit Beeinträchtigungen eine Instruktion verstehen können und die geforderte Handlung ebenso wie Nicht-Beeinträchtigte Menschen ausführen können.
Mit Beeinträchtigungen sind zum Beispiel Hörschädigungen oder grundlegende Schwierigkeiten im Sprachverständnis gemeint. Als Benachteiligungen gelten z. B. das Nicht-Sprechen der Ursprungssprache der Instruktion sowie kulturelle Unterschiede, die das Verständnis der sprachlichen Instruktion beeinflussen könnten. 
Im psychologisch-diagnostischen Bereich spielen sprachfreie Instruktionen demnach eine wichtige Rolle. Viele psychologische Testverfahren verfügen über die Möglichkeit auch sprachfrei zu testen. Dies erweitert zunächst den Testeinsatz, was bedeutet, dass das psychologische Testverfahren für eine größere Zielgruppe verwendet werden kann. 
Eine sprachfreie Instruktion ermöglicht also in ihrer praktischen Umsetzung zunächst die Vergleichbarkeit von Menschen mit Beeinträchtigungen untereinander sowie den Vergleich mit Menschen ohne Beeinträchtigungen.
Des Weiteren trägt sie dazu bei, dass ein Testverfahren dem Gütekriterium „Fairness“ entspricht, dem eine große praktische Bedeutung zukommt.
Gemeint damit zunächst die „Sprech-Fairness“, bei der es darum geht, dass die Bearbeitung der Aufgaben, sowie die daraus erzielten Ergebnisse unabhängig vom Wortschatz und dem Stil des Sprechens der Testperson sind.
Bei der „Culture-Fairness“ gilt es, der Benachteiligung durch eine andere Muttersprache und/oder kulturelle Unterschiede entgegenzuwirken.
Bevor eine sprachfreie Instruktion eines psychologisch-diagnostischen Testverfahrens zum Einsatz kommt, sollte anhand einer Äquivalenzprüfung ihre Gleichwertigkeit überprüft werden, damit durch sie nicht andere Ergebnisse entstehen als mit sprachlicher Instruktion.